# Deutsches Militärordinariat
Das Deutsche Militärordinariat, auch Katholisches Militärbischofsamt oder Katholische Militärseelsorge ist ein Militärordinariat für die römisch-katholischen Soldaten der Bundeswehr, ihre Ehepartner und Kinder. Es ist immediat dem Heiligen Stuhl unterstellt. Bischofssitz ist die Johannes-Basilika in Berlin-Neukölln. Militärbischof ist seit 2011 Franz-Josef Overbeck, Bischof von Essen.

## Geschichte
Am 20. Juli 1933 wurde das Militärvikariat für den Jurisdiktionsbereich des Katholischen Feldpropstes gegründet (vgl. Art. 27 des Reichskonkordats). Bis zum Erlass der Apostolischen Konstitution Spirituali militum curae durch Papst Johannes Paul II. am 21. April 1986 lagen die vollen bischöflichen Rechte für die Militärseelsorge beim Papst. War der für die Militärseelsorge Verantwortliche bislang also als Vicarius Castrensis Stellvertreter des Papstes für diesen Bereich, wurden ihm nun die vollen bischöflichen Rechte übertragen. Das deutsche Militärordinariat wird stets durch einen deutschen Diözesanbischof geführt, was es von anderen Militärordinariaten, aber auch etwa von der Militärseelsorge der Wehrmacht unterscheidet.

## Sitz
Das Militärordinat hat seinen Sitz in Berlin.
Seit dem 1. Februar 2005 ist die Johannes-Basilika (ehemals Katholische Garnisonkirche) in Berlin-Neukölln die Bischofskirche. Vor dem Umzug nach Berlin war die St. Elisabeth-Kirche in Bonn die Bischofskirche.

## Organisation
Das katholische Militärordinariat ist in vier Dekanate eingeteilt:
- Berlin, zuständig für Berlin, Brandenburg, Thüringen, Sachsen, Sachsen-Anhalt und Mecklenburg-Vorpommern (Binnenland)
- Kiel, für Schleswig-Holstein, Hamburg, Bremen, Niedersachsen und Mecklenburg-Vorpommern (Küste)
- Köln, für Nordrhein-Westfalen, Hessen, Rheinland-Pfalz und Saarland
- München, für Bayern und Baden-Württemberg

Für die 97 Standortpfarreien sind 67 von den einzelnen Diözesen freigestellte Priester tätig. Sie sind nicht Kirchenbeamte, sondern gemäß einem durch den Militärseelsorgevertrag mit der evangelischen Kirche, der auch auf die katholische Kirche angewendet wird, geregelten Spezialverhältnis Bundesbeamte auf Zeit, soweit sie nicht auf Lebenszeit ernannt sind, und führen die Dienstgrade „Militärpfarrer“ oder „Militärdekan“. Ihr beamtenrechtlicher Disziplinarvorgesetzter ist der Militärgeneralvikar; der Militärbischof selbst ist kein Bundesbeamter. Unter Leitung des Militärgeneralvikars nimmt das Katholische Militärbischofsamt gleichzeitig die kirchlichen und staatlichen Verwaltungsaufgaben der Militärseelsorge wahr. 2013 wurde Reinhold Bartmann als Nachfolger von Walter Wakenhut in dieses Amt berufen.
Wenn auch nicht offiziell erforderlich, werden als Militärseelsorger zumeist gediente Priester eingesetzt, was insofern eine Besonderheit darstellt, als Priesteranwärter nicht zum Wehrdienst verpflichtet sind. Der Verteidigungsminister kann nur mit Zustimmung des Militärbischofs für die Militärseelsorger eine Dienstkleidung einführen, was nicht geschehen ist. In der Praxis nimmt bisweilen der Feldanzug als Schutzkleidung, aber offiziell nicht Uniform, die Rolle einer Dienstkleidung ein, wobei an die Stelle des Dienstgradabzeichens das Abzeichen der katholischen Militärseelsorge tritt.

## Militärbischöfe seit 1868
| Nr. | Name                     | Amt                                                      | von               | bis               |
| --- | ------------------------ | -------------------------------------------------------- | ----------------- | ----------------- |
| 1   | Franz Adolf Namszanowski | Titularbischof von Agathopolis                           | 22. Mai 1868      | 28. Mai 1872      |
| 2   | Johann Baptist Assmann   | Titularbischof von Philadelphia in Lydia                 | 1. Juni 1888      | 27. Mai 1903      |
| 3   | Heinrich Vollmar         | Titularbischof von Pergamum                              | 9. November 1903  | 1913              |
| 4   | Heinrich Joeppen         | Titularbischof von Cisamus                               | 27. Oktober 1913  | 9. November 1918  |
| 5   | Franz Justus Rarkowski   | Titularbischof von Hierocaesarea                         | 7. Januar 1938    | 1. Februar 1945   |
| 6   | Joseph Kardinal Wendel   | Erzbischof von München und Freising                      | 4. Februar 1956   | 31. Dezember 1960 |
| 7   | Franz Hengsbach          | Bischof von Essen                                        | 10. Oktober 1961  | 22. Mai 1978      |
| 8   | Elmar Maria Kredel       | Erzbischof von Bamberg                                   | 22. Mai 1978      | 30. November 1990 |
| 9   | Johannes Dyba            | Bischof von Fulda                                        | 30. November 1990 | 23. Juli 2000     |
| 10  | Walter Mixa              | Bischof von Eichstätt (bis 2005) bzw. Augsburg (ab 2005) | 31. August 2000   | 8. Mai 2010       |
| 11  | Franz-Josef Overbeck     | Bischof von Essen                                        | 24. Februar 2011  |                   |

Bei Vakanz des bischöflichen Stuhles, wie nach dem Rücktritt von Bischof Walter Mixa der Fall, nimmt nach den kirchenrechtlichen Vorgaben der Generalvikar des katholischen Militärbischofs, damals Walter Wakenhut, die Leitung der katholischen Militärseelsorge Deutschlands  wahr, es findet also keine Wahl zum Diözesanadministrator statt. Ein neuer katholischer Militärbischof wird gemäß Vorgaben des Reichskonkordates von 1933 vom Heiligen Stuhl ernannt.